# Jean Hotz

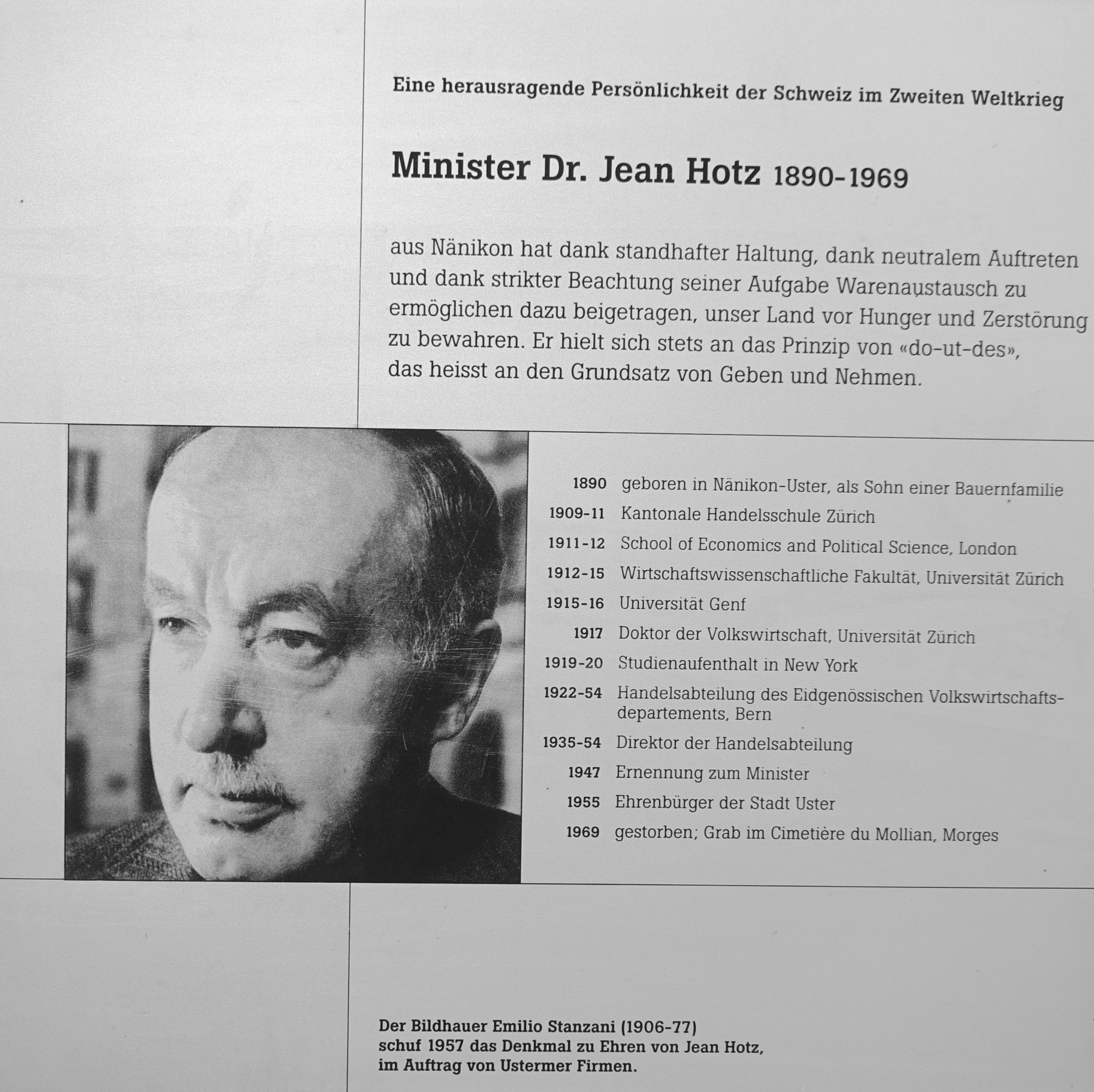
Gedenktafel für Jean Hotz an der Stationstrasse 1, Uster

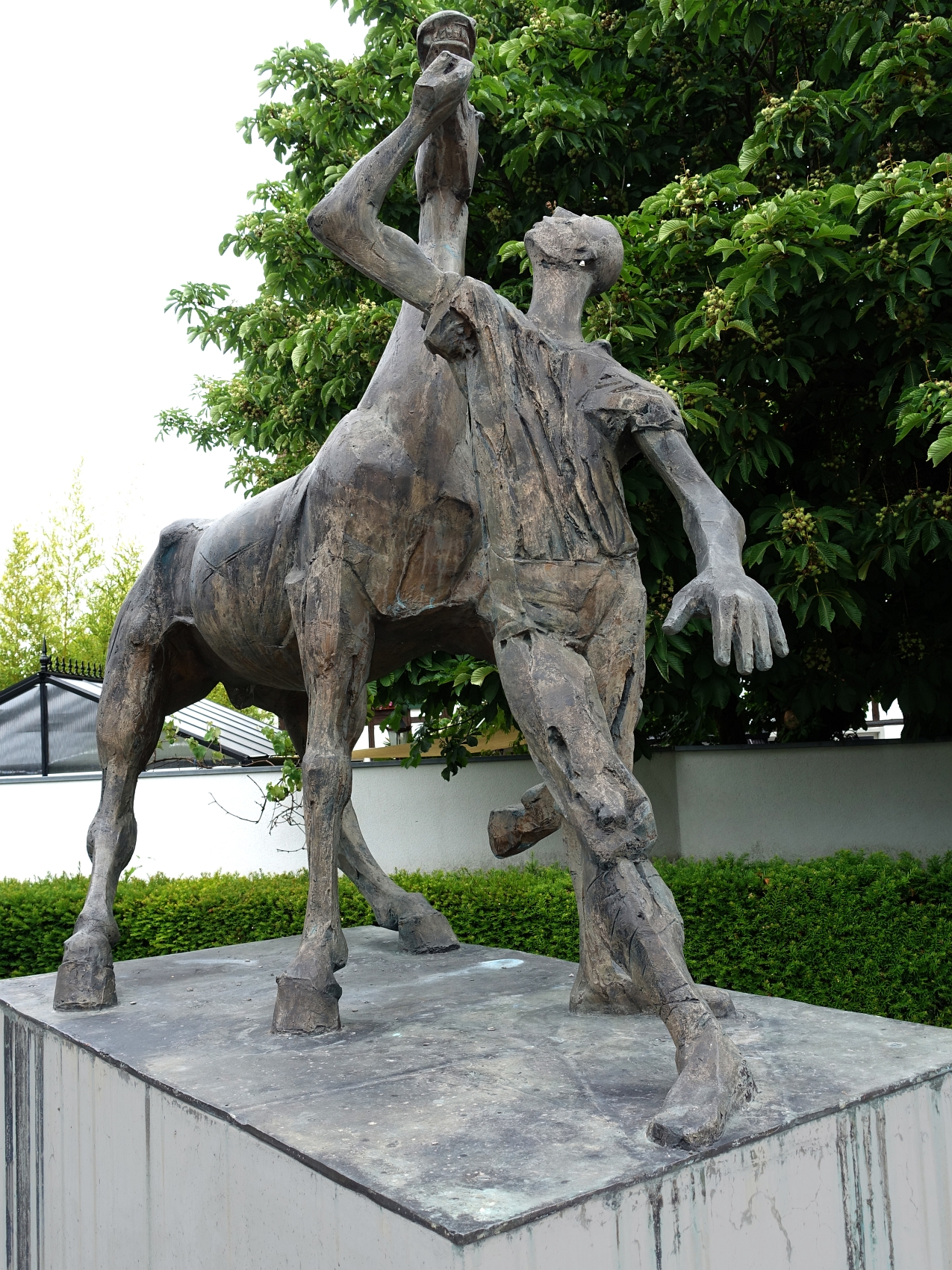
1957, Denkmal für Jean Hotz von Emilio Stanzani

Jean Hotz (* 16. Juni 1890 in Uster; † 27. Dezember 1969 in Morges) war ein Schweizer Minister und Direktor der Handelsabteilung des Eidgenössischen Volkswirtschaftsdepartements vor, während und nach dem Zweiten Weltkrieg.

## Leben
Geboren in Uster-Nänikon als Sohn einer Bauernfamilie, studierte Jean Hotz – auf dem zweiten Bildungsweg – in Zürich, Genf und London Volkswirtschaft und Recht und wurde 1917 an der Universität Zürich promoviert. Von 1915 bis 1918 unterrichtete er an der Kantonsschule Zürich die Handelsfächer. 1922 wurde Hotz Mitarbeiter der Handelsabteilung des Eidgenössischen Volkswirtschaftsdepartements (EVD) und stellvertretender Generalsekretär. 1928 wurde er zum Vizedirektor und 1935 schliesslich zum Direktor der Handelsabteilung des EVD ernannt. Durch diese Führungsposition war er massgeblich an der schweizerischen Aussenhandelspolitik während der Weltwirtschaftskrise und dem Zweiten Weltkrieg beteiligt. Zusammen mit Robert Kohli und Heinrich Homberger war Hotz Mitglied der ständigen Delegation für Wirtschaftsverhandlungen mit dem Ausland, die ab 1939 eine zentrale Rolle in den Aussenbeziehungen der Schweiz spielte, sowie Leiter von Wirtschaftsverhandlungen mit den kriegführenden Nationen. Die 2010 erschienene Biografie von Historiker und Publizist René Bondt schreibt: «Die Schweiz verdankt einem Bauernsohn das wirtschaftliche Überleben während des Zweiten Weltkrieges.» 1947 wurde er ausserdem zum Minister ernannt.
Nach dem Zweiten Weltkrieg schuf Hotz die «Konsultative Kommission für Aussenhandelspolitik» sowie die «Ständige Wirtschaftsdelegation», denen die Spitzen der Wirtschaftsverbände und der betroffenen Bundesstellen angehörten und die er bis zu seinem Rücktritt im Oktober 1954 präsidierte. Zusätzlich vertrat er die Schweiz im Rat der Organisation für europäische Zusammenarbeit (OECE). Im Mai 1950 war Hotz am Abkommen über die Europäische Zahlungsunion (EZU) beteiligt, und im Juli 1951 handelte er das sogenannte Hotz-Linder-Agreement über die Einschränkung des schweizerischen Osthandels aus. Nach seinem Rücktritt aus dem Volkswirtschaftsdepartement war er Mitglied verschiedener Verwaltungsräte, wie Sandoz, Sulzer, Tobler und Câbleries de Cossonay. Hotz war ausserdem Ehrenbürger von Uster, und ihm wurde im November 1959 ein öffentliches Denkmal – ein Brunnen – durch die Industrie der Region Uster gestiftet. Schliesslich war Hotz auch ständiger Ehrengast an den Delegiertenversammlungen des Schweizerischen Handels- und Industrievereins. Hotz verstarb 1969 in Morges. Sein Nachlass befindet sich im Archiv für Zeitgeschichte der ETH Zürich. Einige Schriften aus dem Nachlass befinden sich in der Paul Kläui-Bibliothek in Uster.

## Schriften
- Division du commerce et politique commerciale pendant la guerre. In: L’économie de guerre en Suisse, 1939–1948. Berne: Centrale fédérale de l'économie de guerre 1951.